# Stará Ľubovňa
Stará Ľubovňa és una ciutat d'Eslovàquia. Es troba a la regió de Prešov, és capital del districte de Stará Ľubovňa.

## Història
La primera referència escrita de la vila data del 1292.

## Galeria d'imatges

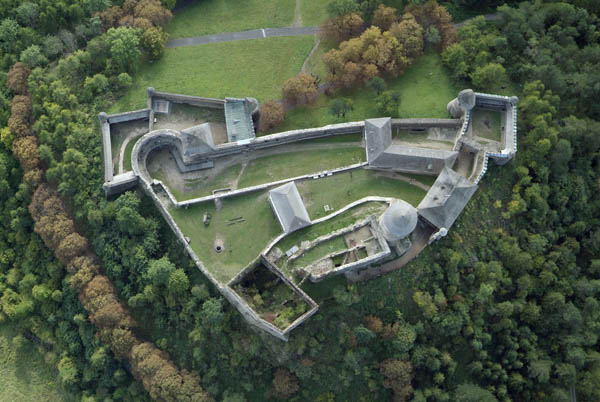
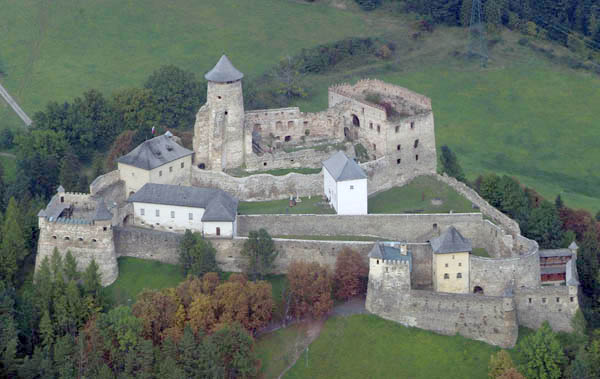
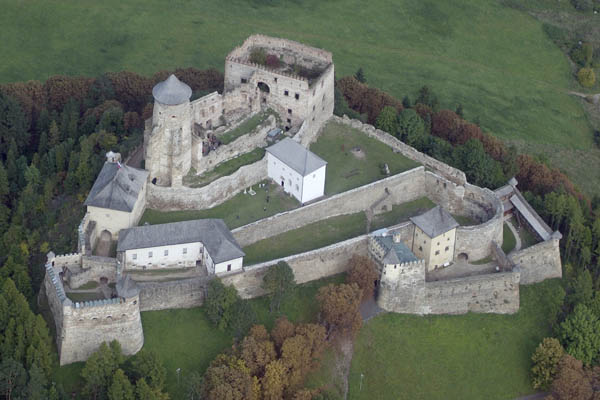
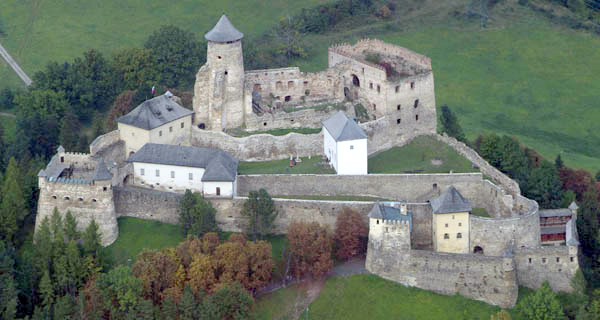

## Ciutats agermanades
- Nowy Sącz, Polònia
- Połaniec, Polònia
- Krynica-Zdrój, Polònia
- Muszyna, Polònia
- Vsetín, República Txeca
- Svaliava, Ucraïna
- Baltxik, Bulgària

## Demografia
| Godina             | 1994   | 2004   | 2014   | 2024   |
| ------------------ | ------ | ------ | ------ | ------ |
| Nombre de persones | 15.447 | 16.348 | 16.366 | 15.599 |
| Diferència         |        | +5,83% | +0,11% | −4,68% |

| Godina             | 2023   | 2024   |
| ------------------ | ------ | ------ |
| Nombre de persones | 15.628 | 15.599 |
| Diferència         |        | −0,18% |